# Susan Collins
Susan Margaret Collins (Caribou, 7 dicembre 1952) è una politica statunitense, senatrice repubblicana per lo stato del Maine dal 1997. In precedenza, ha lavorato per diversi politici del Partito Repubblicano, prima di iniziare un'autonoma carriera politica come candidata repubblicana alla carica di Governatrice del Maine nelle elezioni del 1994, dalle quali uscì sconfitta. Viene però eletta nelle elezioni senatoriali del 1996, risultato che si ripeterà nelle quattro consultazioni successive (2002, 2008, 2014, 2020).

## Biografia
Collins è nata a Caribou, nel Maine, dove la sua famiglia gestisce un'azienda di legname fondata nel 1844 dal suo trisavolo, Samuel W. Collins. Ha cinque fratelli. I suoi genitori, Patricia (nata McGuigan) e Donald F. Collins (1925-2018), sono stati sindaci di Caribou.
Suo padre, veterano e decorato della seconda guerra mondiale, prestò servizio anche nella legislatura statale del Maine, con un mandato alla Camera e quattro al Senato. La madre è nata a Barrancabermeja, in Colombia, da genitori americani. Collins è di origine inglese e irlandese. Suo zio, Samuel W. Collins Jr., fece parte della Corte Suprema del Maine dal 1988 al 1994 e fu membro del Senato del Maine dal 1973 al 1984.
Ha frequentato la Caribou High School, per poi laurearsi con lode in affari governativi nel 1975 presso la St. Lawrence University di Canton, New York.

## Posizioni politiche
Al Senato, figura tra i senatori repubblicani più moderati e centristi. Si configura come pro-choice, favorevole al matrimonio tra persone dello stesso sesso e favorevole alle restrizioni sull'acquisto di armi, mentre sul piano della sanità non ha sostenuto l'Obamacare ma non ha nemmeno votato un emendamento successivo che lo avrebbe abrogato.
La Human Rights Campaign, che si occupa di classificare i politici in base all'attenzione sui temi LGBT, le ha dato un punteggio dell'85%. Nel periodo dell'amministrazione Obama, ha votato in accordo con le posizioni del Presidente per il 75% delle volte, mentre sotto la prima presidenza di Donald Trump, la percentuale è stata del 65%, la più bassa tra i senatori GOP.
Il Lugar Center la ha inoltre classificata al primo posto tra i senatori per atteggiamento bipartisan. Inoltre, nel 1999, in occasione dell'Impeachment di Bill Clinton, Collins ha votato per l'assoluzione del presidente. Anche nel 2019, durante il primo impeachment di Donald Trump, ha votato per assolverlo da entrambe le accuse. Nel 2021, durante il secondo impeachment di Donald Trump, ha votato per la condanna del presidente.

## Vita privata
Collins è sposata con Thomas Daffron, un lobbista che ha lavorato come chief operating officer presso Jefferson Consulting Group di Washington dal 2006 al 2016. Si sono sposati l'11 agosto 2012 alla Gray Memorial United Methodist Church di Caribou, il suo paese natale. È di religione cattolica.